# Östergarns församling
Östergarns församling är en församling i Romaklosters pastorat i Medeltredingens kontrakt i Visby stift i Svenska kyrkan. Församlingen ligger i Gotlands kommun i Gotlands län.

## Administrativ historik
Församlingen har medeltida ursprung. Församlingen var till 1962 moderförsamling i pastoratet Östergarn och Gammelgarn, som 1659 utökades med Ardre församling. Från 1962 var den moderförsamling i pastoratet Östergarn, Gammelgarn, Kräklingbo, Anga och Ala. Församlingarna i pastoratet uppgick 2007 i Östergarns församling, som därefter till 2016 utgjorde ett eget pastorat. Från 2016 ingår församlingen i Romaklosters pastorat. 

## Kyrkor
- Ala kyrka
- Anga kyrka
- Gammelgarns kyrka
- Kräklingbo kyrka
- Östergarns kyrka

## Organister och lärare
Lista över organister och skolmästare.
| Verksam   | Namn                   | Levnadstid | Övrigt                           |  |
| --------- | ---------------------- | ---------- | -------------------------------- |  |
|           | Olof Nilsson           | 1753-      | Skolmästare                      |  |
| 1783-1824 | Jöran linlöf           | 1753-1824  | Skolmästare                      |  |
| 1825-1835 | Lars Boström           | 1800-1851  | Skolmästare och klockare         |  |
| 1851-1859 | Lars Niklas Boström    | 1827-1859  | Skollärare och klockare          |  |
| 1859-1878 | Fredrik Wilhelm Klint  | 1811-1894  | Skollärare.                      |  |
| 1878-1881 | Niklas Petter Stengård | 1855-      | Skollärare, klockare och kantor. |  |
| 1881-1900 | Johan Jakob Jakobsson  | 1853-      | Skollärare, klockare och kantor. |  |